# Hans Schleimer

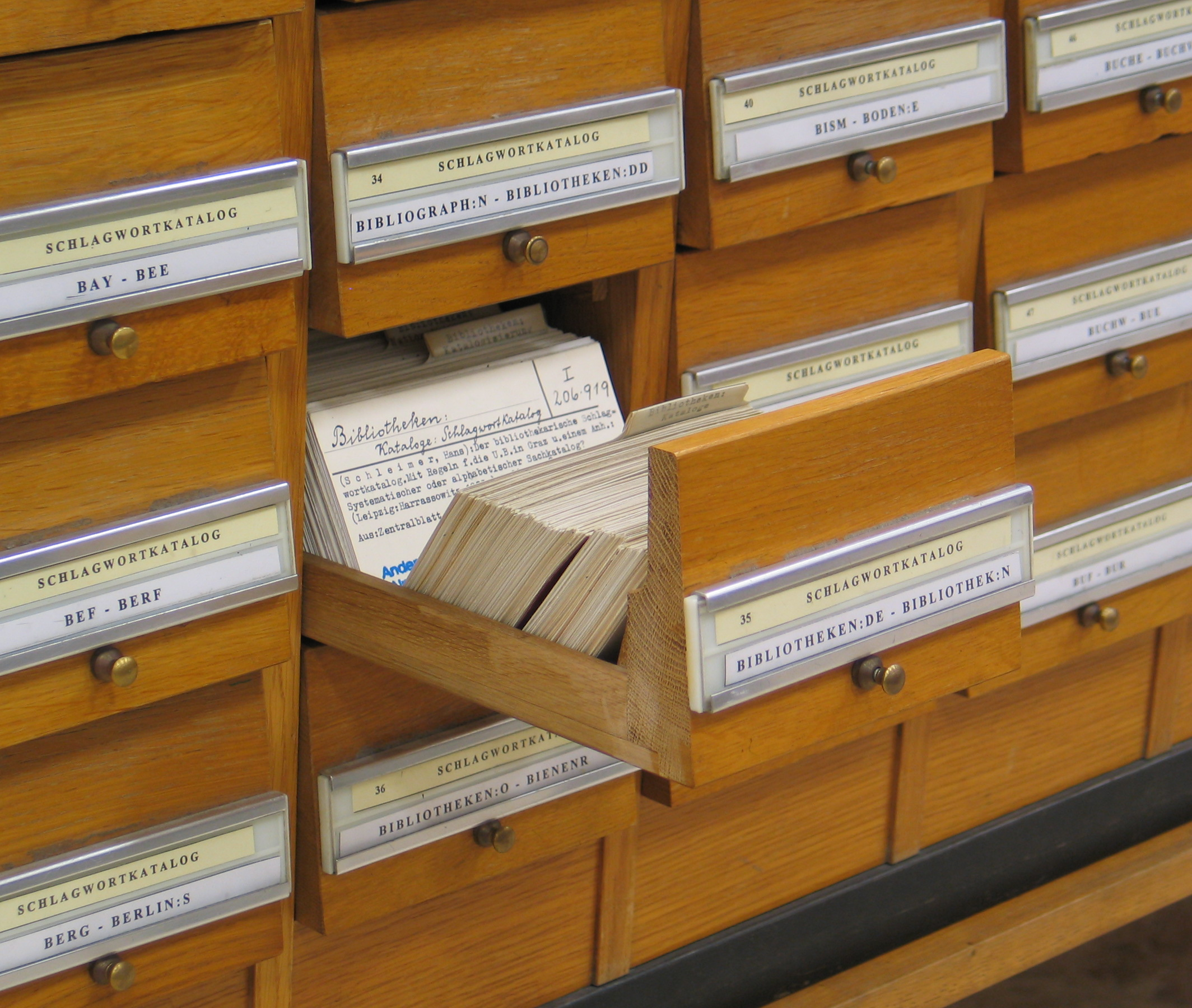
Ein Werk Schleimers in dem von ihm begründeten Katalog

Hans Schleimer (* 6. März 1878 in Nesselthal bei Gottschee, Krain; † 1. Juli 1931 in Graz) war ein österreichischer Bibliothekar und Begründer eines Beschlagwortungs-Systems.
Schleimer war promovierter Mathematiker und von 1908 bis zu seinem Tod Bibliothekar an der Universitätsbibliothek Graz, wo er Spezialist für Katalogisierung war. Er schuf den Schlagwortkatalog der Universitätsbibliothek Graz und begann mit der Schaffung eigener Schlagwortverzeichnisse für verschiedene Wissenschaften. Die Mathematik konnte er 1926 abschließen. Die für 1931 geplante Veröffentlichung des gesamten Systems wurde jedoch durch seinen Tod verhindert. Schlagwörter nach Schleimers Regeln wurden an der Universitätsbibliothek Graz bis 1993 vergeben. Für die sachliche Erschließung der 1926 bis 1993 erworbenen Bestände ist der nach seinem System geführte Katalog bis heute (2010) in Verwendung.

## Schriften (Auswahl)
- Synthetische Studien. Dissertation, Universität Graz 1907 (handschriftlich).
- Zur Frage der Wiegendruck-Inventarisierung in Österreich. In: Zeitschrift des österreichischen Vereins für Bibliothekswesen 16, 1913.
- Der bibliothekarische Schlagwortkatalog. Mit Regeln für die Universitätsbibliothek in Graz und einem Anhang: Systematischer oder alphabetischer Sachkatalog? Leipzig 1923.
- Die schlagwortmäßige Katalogisierung der mathematischen Literatur. Leipzig 1926
- Regeln für den Schlagwortkatalog (bearbeitet von Alois Hierzer). Graz 1979.